# Universidad de Glasgow
La Universidad de Glasgow, fundada en 1451, es la mayor universidad de las tres que tienen sede en la ciudad de Glasgow, Escocia, Reino Unido. Es una universidad de renombre por la calidad de sus estudios y por la investigación. Es una de las universidades más antiguas de Escocia.
En 1451, el rey Jacobo II de Escocia persuadió al papa Nicolás V de que dictara una bula para permitir al obispo Turnbull de Glasgow establecer una universidad. Siguiendo el modelo de la Universidad de Bolonia, Glasgow ha sido y sigue siendo, una universidad en la gran tradición europea. 
La Universidad fomenta la investigación, que fue el preludio de la revolución industrial que desempeñó una función tan importante en el desarrollo de Glasgow.
Entre sus muchos ilustres antiguos alumnos están William Thomson (Lord Kelvin), Adam Smith, y los premios Nobel, John Boyd Orr (Premio de la Paz, 1949), Sir Alexander Robertus Todd (Química, 1957), Sir Derek Barton (Química, 1969), Sir James Black (Química, 1988).
Hoy en día la universidad es una de las principales universidades del Reino Unido con una reputación internacional por su investigación y enseñanza. Hay casi 16.000 estudiantes de pregrado y 4000 de posgrado. 
Hay diez facultades: Artes, Ciencias Biomédicas y de la Vida, Matemáticas y Estadística, Ciencias Físicas, Medicina, Ciencias Sociales, Ingeniería, Derecho y Estudios Financieros, Medicina Veterinaria, y Educación.